# الخضراء (النادرة)

تعديل مصدري - تعديل

الخضراء محلة تابعة لقرية بيت الوريصة، التابعة لعزلة الفجرة بمديرية النادرة إحدى مديريات محافظة إب في الجمهورية اليمنية، بلغ تعداد سكانها 42 حسب تعداد اليمن لعام 2004.